# Rosulabryum andicola
Rosulabryum andicola là một loài Rêu trong họ Bryaceae. Loài này được (Hook.) Ochyra mô tả khoa học đầu tiên năm 2003.